# Heracleum sphondylium subsp. granatense
Heracleum sphondylium subsp. granatense é uma subespécie de planta com flor pertencente à família Apiaceae. 
A autoridade científica da subespécie é (Boiss.) Briq., tendo sido publicada em Candollea 2: 24 (1924).

## Portugal
Trata-se de uma subespécie presente no território português, nomeadamente em Portugal Continental.
Em termos de naturalidade é nativa da região atrás indicada.

## Protecção
Não se encontra protegida por legislação portuguesa ou da Comunidade Europeia.